# Der Landbote

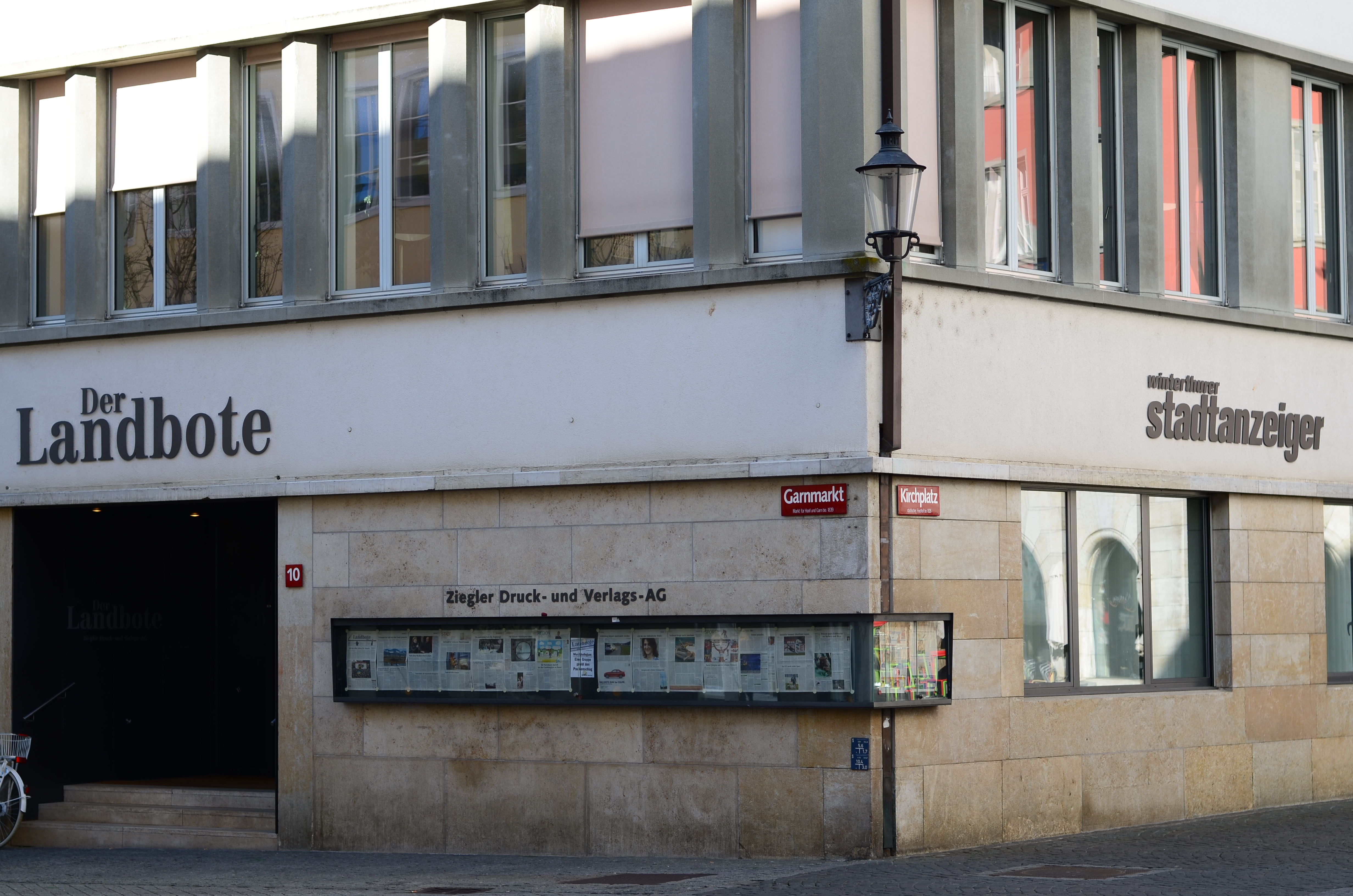
Redaktion in Winterthur

Der Landbote ist eine Schweizer Tageszeitung aus der Stadt Winterthur, die in der Stadt und Region Winterthur ihr Verbreitungsgebiet hat und dort auch vielfach amtliches Publikationsorgan ist. 

## Geschichte
Die Zeitung wurde 1836 im Umfeld der Demokraten als Stimme gegen die Übermacht der Stadt Zürich im Kanton gegründet. Von Anfang an vertrat sie den Liberalismus, der damals im Gegensatz zur konservativen Regierung stand. Von 1858 bis 1860 war der radikalliberale Karl Morell Redaktor der Zeitung. Ab 1860 wurde sie von Salomon Bleuler geprägt, der als Vertreter der Demokratischen Bewegung des Kantons Zürich Kantons-, Regierungs- und Nationalrat war. Gottlieb Ziegler hatte das Blatt 1886 von seinem Schwager Salomon Bleuler geerbt und war bis 1898 Redaktor, Chefredaktor, später Verleger und hatte das Blatt zum Sprachrohr der Demokraten gemacht. Der oppositionelle «Landbote» setzte sich, im Gegensatz zur liberalen NZZ, für die neue, direktdemokratische Verfassung des Kantons Zürich von 1869 ein, unter anderem in seiner Beilage, dem «Züriheiri».
Der Landbote erscheint täglich mit Beiträgen aus dem In- und Ausland, dem Sport und aus dem Lokalen. Der Landbote ist unterteilt in einen regionalen Teil (Stadt und Region Winterthur) und einen nationalen/internationalen Teil (inklusive Sport).
Er hat eine WEMF-beglaubigte Auflage von 24'101 (Vj. 24'734) verkauften bzw. 24'944 (Vj. 25'586) verbreiteten Exemplaren und eine Reichweite von 51'000 (Vj. 53'000) Lesern (WEMF MACH Basic 2018-II). Jeweils mittwochs erscheint in einer Grossauflage von 79'331 (Vj. 79'703) Exemplaren und mit einer Reichweite von 89'000 (Vj. 92'000) Lesern eine Ausgabe, die gratis an alle Haushalte verteilt wird. Der Landbote ist Medienpartner des FC Winterthur und unterstützt viele regionale Sportvereine.
Von 1861 bis 2013 gehörte der Landbote der Winterthurer Ziegler Druck- und Verlags-AG.

## Übernahme durch die Tamedia
2005 lagerte die Ziegler Druck- und Verlags-AG den Druck des Landboten an die Tamedia aus und übernahm dafür den Druck diverser Zeitschriften. Gleichzeitig beteiligte sich Tamedia mit 20 Prozent an Ziegler. Von 2007 bis 2010 übertrug Tamedia dem Landboten die Erstellung eines gemeinsamen Mantels für den Landboten und die in ihrem Besitz befindliche Thurgauer Zeitung unter dem Namen «Die Nordostschweiz». Anfang 2011 wurde der Landbote in den Verbund der Zürcher Regionalzeitungen integriert und von Tamedia anstelle der Zürichsee-Zeitung mit der Produktion für die Mantelseiten des Verbunds betraut. Tamedia kündigte den Auftrag auf Ende 2013 aber wieder, worauf sie bis Ende 2013 die Ziegler Druck- und Verlags-AG, zu der auch Ziegler Druck und Ziegler Digital gehörten, bis auf einen Anteil von 9,5 % eines Einzelaktionärs und Erben der Gründerfamilie grossmehrheitlich übernehmen konnte. Die Produktion der Mantelseiten übertrug sie darauf ab 2014 der Berner Zeitung und wandelte die Ziegler Druck- und Verlags-AG 2015 in die Zürcher Regionalzeitungen AG um. Per März 2014 übernahm Tamedia den Anteil des Einzelaktionärs ebenfalls und ist seither Alleinbesitzer der Ziegler Druck- und Verlags-AG und damit des Landboten.
Seit Anfang 2018 erstellen nur noch je eine deutsch- und eine französischsprachige Tamedia-Redaktion den internationalen/nationalen Mantel (Inland, Ausland, Wirtschaft und Sport) für die 12 bezahlten Tages- und 2 Sonntagszeitungen der Tamedia. Chef der deutschsprachigen Mantelredaktion ist der vorherige Chefredaktor von Tages-Anzeiger/SonntagsZeitung Arthur Rutishauser. Er bleibt zudem Chefredaktor der SonntagsZeitung. Benjamin Geiger bleibt Chefredaktor der Zürcher Regionalzeitungen Zürichsee-Zeitung, Der Landbote und Zürcher Unterländer.
Auf den 1. Juni 2021 ist der operative Start des Zürcher Zeitungsverbunds geplant.